# 歐力克滑翔機
Warsztaty Szybowcowe Orlik是一款由安東尼·科賈恩研製，並由滑翔工作坊（波蘭語：Warsztaty Szybowcowe）製造的鷗翼滑翔機。

## 發展
科賈恩在1930年代末期設計了歐力克系列滑翔機，並在10年間陸續推出不同款式，然而該系列的開發因1944年8月13日科賈恩在1944年華沙起義中被蓋世太保謀殺而中斷。
Orlik滑翔機以木質結構為主，機身使用木材，機翼和尾機則使用飛機織物覆蓋物。藉由操控位於機翼下側前緣尾部的減速版控制滑行路徑。
Orlik 2於1939年紐約世界博覽會上展出。展會結束後，由一位私人買家收購，隨後被美國政府沒收，並作為訓練滑翔機投入軍隊服役，編號為XTG-7。第二次世界大戰結束後，美軍將XTG-7出售，並由克拉倫斯·西(英語：Clarence See)進行檢修。 隨後，保羅·馬克雷迪將其收購，並駕駛它參加了1948年和1949年的美國國民賽，並贏得了兩場比賽。 1948年，馬克雷迪還使用XTG-7在內華達山脈背風波飛行，創下9,000公尺（29,528英尺）的滑翔機世界高度飛行紀錄。馬克雷迪後來將Orlik賣給喬治·藍柏斯(英語：George Lambros)，並由萊爾·馬克西(英語：Lyle Maxey)駕駛參加1961年美國國民賽。隨後，艾爾東·威爾森(英語：Eldon M. Wilson)又收購了XTG-7，並對其進行大幅度改造，包括配備了帶制動器的流線型固定主輪，並添加了自由吹製的泡型艙罩。威爾森隨後將其賣給了約翰·塞拉芬(英語：John Serafin)。再之後，雷·帕克(英語：Ray Parker)對這架飛機進行了徹底的重建和修復。2011年7月，這架飛機歸康涅狄格州安多佛的戴爾·布斯克(英語：Dale Busque)所有，並仍在美國聯邦航空總署註冊為實驗-展覽/競速類別。

## 型號

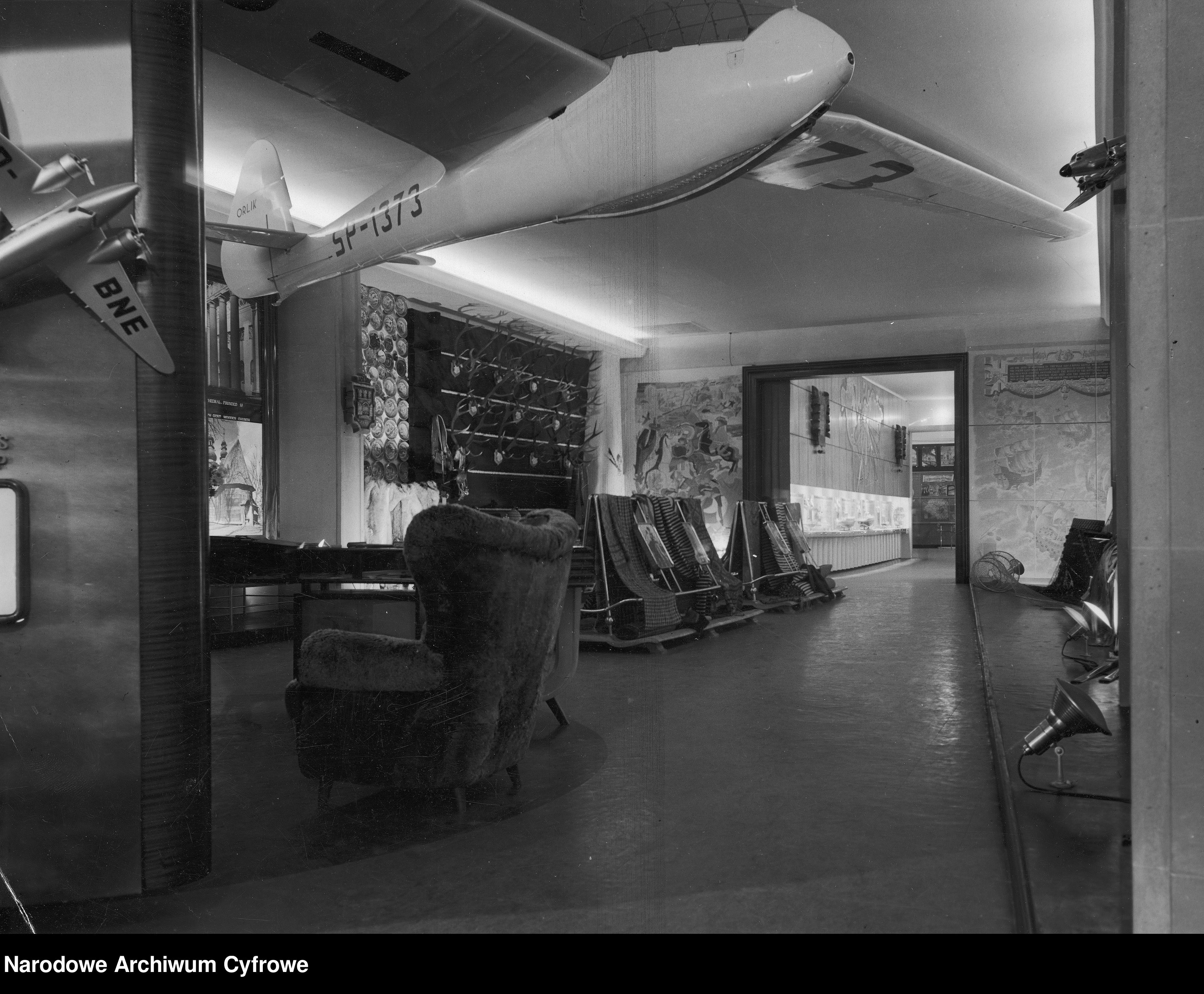
位於紐約的Orlik 2

Orlik 1
1937年的初始版本，具有14.4米（47.2英尺）的翼展
Orlik 2
1938年的版本，具有 development with a 15.4米（50.5英尺）的翼展。其中一架作為XTG-7服役於美國陸軍航空兵團
Orlik 3
為1940年夏季奧林匹克運動會所開發的版本。最終奧運選擇使用DFS Olympia Meise

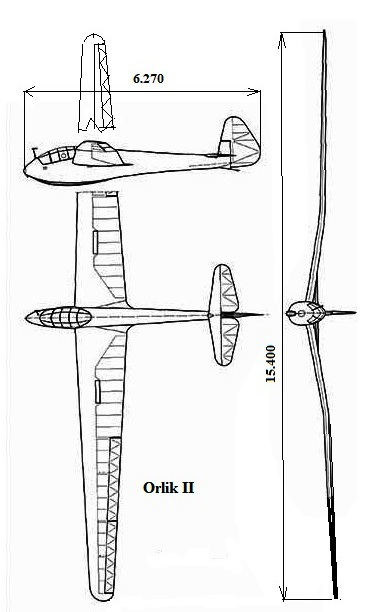
Orlik II